# Президентские выборы в Словении (1997)
Президентские выборы в Словении проходили 23 ноября 1997 года. Президент Милан Кучан получил в 1-м туре 55,5 % голосов и был переизбран на третий срок. Явка составила 68,65 %.

## Результаты
| Кандидат                                                                                | Партия                                                              | Голоса    | %     |
| --------------------------------------------------------------------------------------- | ------------------------------------------------------------------- | --------- | ----- |
| Милан Кучан                                                                             | независимый                                                         | 578 925   | 55,54 |
| Янеж Подобник                                                                           | Словенские христианские демократы                                   | 191 645   | 18,39 |
| Йозеф Берник                                                                            | Словенская демократическая партия—Словенские христианские демократы | 98 996    | 9,50  |
| Марьян Керар                                                                            | независимый                                                         | 73 439    | 7,05  |
| Марьян Польсак                                                                          | Национальная трудовая партия                                        | 33 477    | 3,21  |
| Антон Персак                                                                            | Демократическая партия Словении                                     | 32 039    | 3,07  |
| Богомир Ковач                                                                           | Либеральная демократия Словении                                     | 28 110    | 2,70  |
| Франк Миклавич                                                                          | Христианско-социальный союз                                         | 5713      | 0,55  |
| Недействительных/пустых бюллетеней                                                      | Недействительных/пустых бюллетеней                                  | 22 102    | -     |
| Всего                                                                                   | Всего                                                               | 1 064 446 | 100   |
| Зарегистрированных избирателей / Явка                                                   | Зарегистрированных избирателей / Явка                               | 1 550 592 | 68,65 |
| Источник: European Elections Database Архивная копия от 6 марта 2019 на Wayback Machine |                                                                     |           |       |